# Orde van de Rode Vlag van de Arbeid (Wit-Russische Socialistische Sovjetrepubliek)

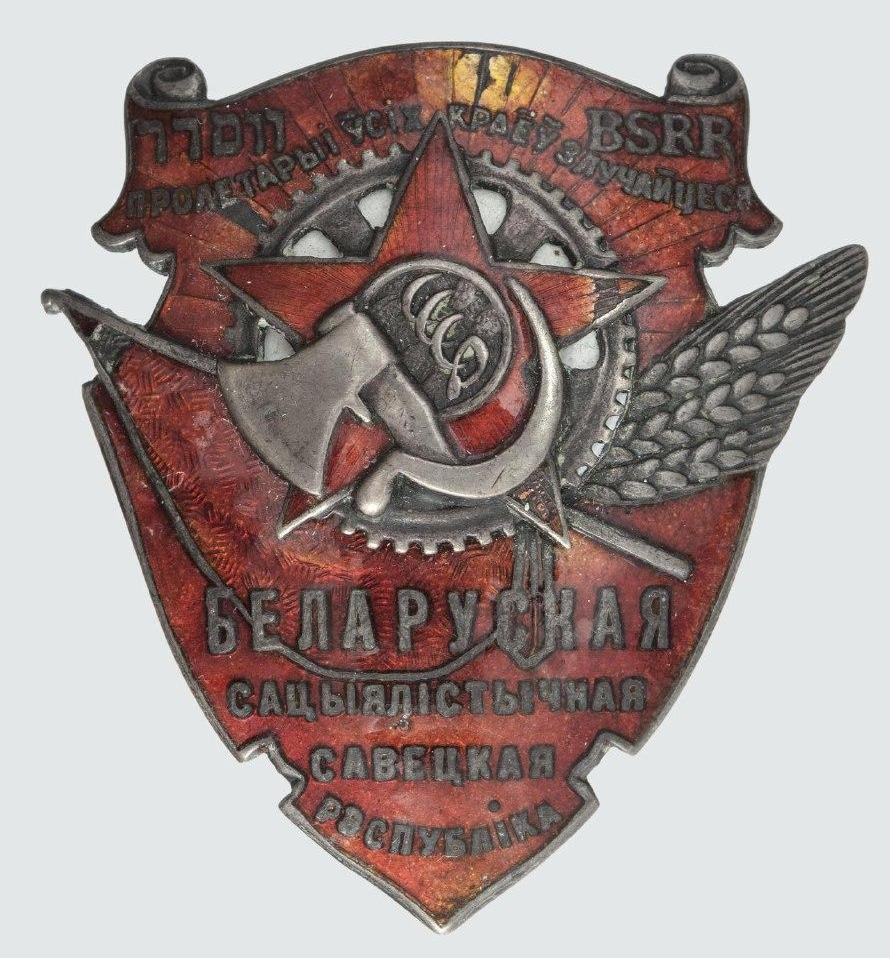
De Orde van de Rode Vlag van de Arbeid.

De Orde van de Rode Vlag van de Arbeid, (Russisch: "Ордэн Працоўнага Чырвонага Сцяга"), was de enige orde van verdienste van de Wit-Russische Socialistische Sovjetrepubliek. Deze socialistische orde werd op 10 oktober 1924 ingesteld.
De oude Tsaristische ridderorden waren afgeschaft en deze socialistische orde met een enkele graad was de eerste en enige onderscheiding van de jonge volksrepubliek.
Het draagbare insigne van de Orde van de Rode Vlag van de Arbeid was een geëmailleerd medaillon. Dit medaillon werd op de borst gespeld. Symbolen van het communisme staan centraal zoals hamer en sikkel, rode vlag en rode ster. Hier is een bijl een originele toevoeging aan het ontwerp dat
verder sterk op de orden van de andere vollsrepublieken leek. Het ontwerp is modern en breekt volledig met de op het kruis gebaseerde vormentaal van de oudere Russische onderscheidingen. De oproep "Arbeiders aller landen verenigt u" is op de vlag in cyrillisch schrift vervat. 